# Pterolophia jiriensis
Pterolophia jiriensis är en skalbaggsart som beskrevs av Aleksandr Sergeievich Danilevsky 1996. Pterolophia jiriensis ingår i släktet Pterolophia och familjen långhorningar. Inga underarter finns listade i Catalogue of Life.